# Mnyamawamtuka moyowamkia
Mnyamawamtuka moyowamkia es la única especie conocida del género extinto Mnyamawamtuka ("bestia del río Mtuka", en suajili) de dinosaurio saurópodo litostrotio, que vivió a mediados del período Cretácico, entre 110 a 100 millones de años, desde el Albiense al Cenomaniense, en lo que es hoy África. Sus fósiles fueron hallados en rocas del Cretácico Superior de la Formación Galula en Tanzania. La especie tipo y única conocida es M. moyowamkia.

## Descripción
El individuo del holotipo tiene una longitud estimada en 7,6 metros y un peso de 1,5 toneladas. Probablemente aún no se había desarrollado por completo. Los autores de la descripción indicaron algunos rasgos distintivos. Cinco de estos son autapomorfias, o características únicas derivadas. Las vértebras mediales y posteriores de la cola poseen una cresta accesoria o lámina que se bifurca en la zona superior, localizada entre la cresta normal que conecta los procesos articulares frontales, y el canal neural. Las vértebras posteriores carecen de la cresta que conecte los procesos articulares posteriores porque la cresta en la parte posterior del proceso neural corre hacia abajo hasta el canal neural. Las vértebras del medio de la cola tienen un cuerpo vertebral cuya cara posterior se ensancha hacia arriba y hacia los lados, lo que da como resultado su forma de corazón. La cara interna superior en el borde frontal de la escápula, la parte que se contactaba con el coracoides, presenta una cresta curvada que corre paralela a un surco. Las partes del esternón son excepcionalmente pequeñas, equivalentes a tan solo el 42% de la longitud del húmero.

## Descubrimiento e investigación
En 2004 se halló el esqueleto de un saurópodo en el río Mtuka, a veinte kilómetros del lago Rukwa. Fue excavado entre 2005 y 2008. En 2019, la especie tipo Mnyamawamtuka moyowamkia fue nombrada y descrita por Eric Gorscak y Patrick M. O’Connor. El nombre del género es una contracción del término en suajili Mnyama wa Mtuka, la "bestia del Mtuka". Los descriptores hicieron explícito que ellos consideraron que "bestia" era un nombre apropiado para un miembro de Titanosauria. Por su parte, el nombre de la especie es una contracción de moyo wa mkia, que significa el "corazón de la cola" en ese mismo idioma, en referencia a la forma de corazón que tiene la faceta posterior de las vértebras medias de la cola en sección transversal.
El espécimen holotipo, RRBP 05834, fue hallado en una capa del Miembro Mtuka de la Formación Galula, la cual data de las épocas del Aptiense al Cenomaniense, muy probablemente entre hace 110 a 100 millones de años. Consiste de un esqueleto parcial que carece de cráneo. Incluye un arco neural de una vértebra cervical frontal, los centros de cuatro vértebras del cuello, siete vértebras de la espalda, siete arcos neurales y siete centros de las vértebras de la cola, cuatro cheurones, numerosas piezas de costillas, una escápula derecha, una pieza del esternón, ambos húmeros, una ulna izquierda, un primer metacarpiano derecho, un tercer metacarpiano izquierdo, el isquion izquierdo, el hueso púbico derecho, ambos fémures, ambas tibias, el peroné izquierdo, el metatarso izquierdo, dos falanges del pie y una garra del pie. El esqueleto no estaba articulado. A pesar de faltarle el cráneo, constituye uno de los esqueletos más completos conocidos de los titanosaurios tempranos.

## Clasificación
Mnyamawamtuka fue situado en el clado Titanosauria en 2019. Los análisis cladísticos indicaron varias posibles posiciones en el árbol evolutivo. En ocasiones Mnyamawamtuka quedó clasificado por fuera de los Lithostrotia. Por otra parte, también se situó en una posición basal dentro de los litostrotios, como el taxón hermano de Malawisaurus.